# (2347) Vinata
(2347) Vinata es un asteroide perteneciente al cinturón de asteroides descubierto el 7 de octubre de 1936 por Henry Lee Giclas desde el Observatorio Lowell, en Flagstaff, Estados Unidos.

## Designación y nombre
Vinata recibió inicialmente la designación de 1936 TK.
Más adelante se nombró por Vinata, una diosa de la mitología hindú.

## Características orbitales
Vinata está situado a una distancia media de 3,09 ua del Sol, pudiendo alejarse hasta 3,746 ua y acercarse hasta 2,433 ua. Su inclinación orbital es 13,08° y la excentricidad 0,2125. Emplea en completar una órbita alrededor del Sol 1984 días.